# Impatiens crenata
Impatiens crenata är en balsaminväxtart som beskrevs av Richard Henry Beddome. Impatiens crenata ingår i släktet balsaminer, och familjen balsaminväxter. Inga underarter finns listade i Catalogue of Life.